# NGC 1043
NGC 1043 је спирална галаксија у сазвежђу Кит која се налази на NGC листи објеката дубоког неба.
Деклинација објекта је + 1° 20' 35" а ректасцензија 2h 40m 46,5s. Привидна величина (магнитуда) објекта NGC 1043 износи 15,0 а фотографска магнитуда 15,8. NGC 1043 је још познат и под ознакама CGCG 388-94, PGC 10155.